# تقديم سلمى بلير (فلم)
تقديم سلمى بلير هو فيلم وثائقي أمريكي سيتم عرضه عام 2021 من إخراج راشيل فليت. يتبع الفيلم سلمى بلير ، التي تتكيف مع أساليب الحياة الجديدة بعد الكشف عن تشخيصها باثبتها بمرض الذئبة الحمراء أو بالتصلب المتعدد.
سيُعرض الفيلم لأول مرة في العالم في South by Southwest في 16 مارس 2021.

## القصة
يتحدث الفيلم الوثائقي عن سلمى بلير التي تتكيف مع أساليب الحياة الجديدة بعد أن كشفت عن تشخيص مرض التصلب المتعدد.

## موعد العرض
سيُعرض الفيلم لأول مرة عالميًا في South by Southwest في 16 مارس 2021. قبل ذلك، حصلت Discovery + على حقوق توزيع الفيلم.

## روابط خارجية
- تقديم سلمى بلير  في قاعدة بيانات الأفلام على الإنترنت (بالإنجليزية)